# Song of Steelers
「Song of Steelers」（ソング・オブ・スティーラーズ）は、Fear, and Loathing in Las Vegasの楽曲。2025年1月29日に、Getting Better(Victor Entertainment)より配信された。

## 概要・制作背景
前作「Fist for the New Era」より約7月ぶりとなる作品。配信と同時にミュージックビデオも公開された。
本楽曲は、バンドの地元である神戸市を本拠地とするラグビーチーム・コベルコ神戸スティーラーズ（以下神戸S）のオフィシャル・チームソングとして制作され、ジャパンラグビーリーグワン2024-2025シーズンより神戸Sのホストゲームの演出等で使用される。またワーナーミュージック・ジャパン、神戸S、キリンビールの3社は音楽とスポーツを軸にした様々な取り組みを通じて、神戸市の地域文化や経済をさらに活性化するための連携をしており、本楽曲はその第1弾となっている。

2024年1月にバンドメンバー全員でラグビーの試合を観戦し楽曲制作に取りかかった。ボーカリストのSoはそのとき初めてラグビーの試合を観戦したといい、次のように語っている。
選手のみなさんがサポーターのみなさんの声援を力にしてプレーしていると感じたので、この歌が流れたら力がみなぎってくるような楽曲を目指しました。僕らのファンのみなさんもこの曲きっかけでラグビーに興味を持ってもらえたら、こんなうれしいことはない。音楽好きも絶対に面白いなと感じてもらえると思うので、楽しかったらまた１回、２回、３回と行ってほしいなと思います。
歌詞は「心優しい巨人たちは神戸にいる」「しかしグラウンドに出たら別人」（和訳）など、試合を観戦した際に感じたことや、神戸Sの公式YouTubeなどからヒントを得て制作された。また神戸Sの前身となった「神戸製鋼ラグビー部」の部歌の一部を英語詞にしたものが含まれており、伝統ある名門チームの誇りと勝負にかける思いを継承しつつ現代風に表現したものとなっている。
サビの部分は観客と一緒に歌えるよう、メロディも歌詞も分かりやすいように制作された。音源にはMinami、Taiki、Tetsuyaが色々な声で歌ったパターンが採用されている為、大人数でシンガロングしているような仕上がりになっており、Minamiも「来た人みんなに歌ってほしいですね」とコメントしている。

## 収録曲
| #         | タイトル             | 作詞                            | 作曲・編曲                      | 時間 |
| --------- | -------------------- | ------------------------------- | ------------------------------- | ---- |
| 1.        | 「Song of Steelers」 | Fear, and Loathing in Las Vegas | Fear, and Loathing in Las Vegas | 3:52 |
| 合計時間: | 合計時間:            | 3:52                            |                                 |      |

## タイアップ
Song of Steelers
- コベルコ神戸スティーラーズ オフィシャル・チームソング[1][2]

## 収録アルバム
Song of Steelers
- 未収録

## 演奏
- So: Vocal, Guitar
- Minami: Vocal, Keyboard, Guitar
- Taiki: Guitar, Chorus
- Tomonori: Drums
- Tetsuya: Bass Guitar, Chorus